# La Mort de Tibère
La Mort de Tibère est un tableau peint par Jean-Paul Laurens en 1864.
Il est conservé au musée Paul-Dupuy de Toulouse (dépôt du musée Georges-Labit, legs Antoine Labit).

## Sujet représenté
Jean-Paul Laurens représente la mort de l'empereur romain Tibère, survenue en 37 dans la villa de Lucullus. L'empereur, âgé de soixante-dix sept ans, était malade et alité. Si les historiens antiques ont donné plusieurs interprétations sur la cause de son décès, Laurens retient la version la plus dramatique pour son sujet : Tibère, qui avait un instant repris connaissance, serait tombé de son lit puis serait mort étouffé sur ordre du préfet du prétoire Macron selon Tacite ou bien Caligula aurait accompli ce geste assassin selon Dion Cassius.

## Composition
Le lieu, la luxueuse villa de Lucullus, est suggéré par une fresque murale raffinée et un cadre de lit sculpté en matériau sombre. Il cerne les deux personnages qui composent le tableau : Tibère, après avoir glissé de son lit, est à terre, drapé dans une toge étroite qui l'enveloppe de la tête aux pieds ; seuls sont visibles une main et le visage. Le meurtrier étreint la main de Tibère et tente de lui arracher son anneau, symbole du pouvoir impérial, geste évoqué plusieurs fois par  Suétone. Leurs mains nouées marquent le contraste entre la teinte livide du Tibère et la carnation du meurtrier. Des mèches de cheveux blancs qui émergent du pan de toge qui enveloppe la tête de Tibère indiquent son grand âge.
Cette toge représente un suaire par la forme duquel le peintre exprimera l'agonie de l'empereur.
Laurens semble vouloir ne montrer que le visage du César rejoignant ainsi le texte de Ferdinand Fabre : « Le chapitre étalé devant ses yeux était ce chapitre vengeur où Montesquieu marque au fer rouge la face hideuse de Tibère ».

## Historique
La Mort de Tibère est présenté par Laurens à Paris au Salon de 1864.